# Námořní záslužný řád (Dominikánská republika)
Námořní záslužný řád (španělsky Orden del Mérito Naval) je vojenské vyznamenání Dominikánské republiky založené roku 1954. 

## Historie a pravidla udílení
Řád byl založen dne 8. července 1954 prezidentem Héctorem Trujillem. Osoby, jimž bylo ocenění uděleno mohou ve všech oficiálních dokumentech za svým jménem používat postnominální písmena M. N. (Mérito Naval).

## Třídy
Řád je udílen ve čtyřech divizích:
- medaile za statečnost
- medaile za vynikající službu
- čestná medaile
- záslužná medaile

Každá z těchto divizí je udílena ve čtyřech třídách:
- I. třída
- II. třída
- III. třída
- IV. třída